# Pokój w Ołomuńcu
Pokój w Ołomuńcu – traktat zawarty w dniu 21 lipca 1479 w Ołomuńcu w wyniku trwających od wiosny 1478 rokowań między królem Węgier Maciejem Korwinem, który od 1469 nosił także tytuł króla Czech, a królem czeskim Władysławem Jagiellończykiem. Traktat kończył kilkuletnią wojnę o koronę Królestwa Czech, która wybuchła wskutek próby detronizacji przez papieża poprzedniego króla, Jerzego z Podiebradów i ogłoszeniu przeciw niemu krucjaty, a następnie jego śmierci w 1471 i elekcji w tymże roku Jagiellończyka .
Pierwsza wersja traktatu z marca 1478 nie zyskała uznania Macieja Korwina, kolejna – z września tego roku – została przezeń zaakceptowana, wariant z grudnia wprowadzał drobne zmiany (stąd czasem podaje się w literaturze rok 1478 jako datę zawarcia traktatu). Dopiero latem roku następnego władcy spotkali się w Ołomuńcu i zakończyli trwająca ponad 10 lat wojnę. W wyniku tego traktatu Władysław Jagiellończyk rządzący na terytorium Czech właściwych z Pragą i ziemi kłodzkiej uznał tytuł królewski Macieja, a Maciej panujący jako król czeski w tzw. pobocznych ziemiach Korony Czeskiej (Morawy, Śląsk, Łużyce) uznał Władysława, rezygnując zarazem z władzy w tych częściach Czech, które go dotąd uznawały (głównie Pilzno i Czechy południowe – dobra Rożemberków). Obaj uznali się za władców dziedzicznych. Ustalono także podział kompetencji urzędników, procedury dla rozwiązywania spraw spornych oraz zasady następstwa w przypadku śmierci któregoś z władców: gdyby wcześniej zmarł Maciej (przed Władysławem), to Czesi zobowiązani byli do wypłacenia Królestwu Węgierskiemu 400 tysięcy guldenów za zaangażowanie w walkę z husytyzmem (Maciej stanął na czele krucjaty ogłoszonej przez papieża), natomiast gdyby pierwszy zmarł Władysław, a jego następcą wybrano by Macieja lub jego dziedzica, to ziemie Korony Czeskiej władane przez Macieja miałyby wrócić pod berło władcy czeskiego związanego z praskim ośrodkiem politycznym bez obowiązku wypłaty tej sumy .
Ustaleń tych jednak nie dotrzymano: Maciej Korwin, który zmarł 6 kwietnia 1490 (tj. przed Władysławem, który zmarł dopiero w roku 1516) nie pozostawił potomka z prawego łoża, a jego nieślubny syn Jan nie został dopuszczony do tronu przez Węgrów, którzy wybrali na króla Węgier właśnie Władysława Jagiellończyka. Pomimo że Morawy, Śląsk i Łużyce wróciły pod berło (praskiego) władcy czeskiego, to Wrocław – główny ośrodek władzy Macieja jako króla czeskiego – przez kolejne dekady, aż do czasów Ferdynanda I Habsburga, domagał się uregulowania tej sprawy, odmawiając złożenia hołdu lennego Władysławowi, a potem jego synowi Ludwikowi jako władcom czeskim nie respektującym układu z 1479 roku. Należnej zapłaty Węgrzy nigdy nie dostali. Należy podkreślić, że nie było to wykupienie ziem pobocznych Korony od Węgier, bo w czasach Macieja nie przestały być one częścią korony czeskiej, która do 1490 r. miała po prostu dwóch władców .
Pokój w Ołomuńcu, sankcjonujący status quo sprzed wojny o koronę, potwierdzał wcześniejsze ustalenia zawieszenia broni zawartego w 8 grudnia w Muchoborze Małym po niszczącej wojnie czesko-polsko-węgierskiej, m.in. rządy Macieja we Wrocławiu, stolicy Śląska. Korwin rządził w mieście twardą ręką, stosując nadmierny fiskalizm, ograniczając niekiedy władzę rady miejskiej, zakazując trzykrotnie (w 1485, 1489 i 1490) wyboru nowej rady i nominując w 1487 znienawidzonego w mieście starostę Heinza Dompniga. Dopiero po śmierci Macieja powrót Śląska wraz z Wrocławiem pod rządy Władysława Jagiellończyka umożliwił przywrócenie dawnego systemu rządów. Z drugiej strony – Maciej wyraźnie faworyzował Wrocław w relacji do książąt śląskich, a ambicje miasta łechtała jego polityka centralizacyjna, czyniąca ze stolicy Śląska nie tylko miejsce obrad sejmu śląskiego (de facto śląsko-łużyckiego), ale drugą obok jagiellońskiej w tym czasie Pragi stolicę Korony Czeskiej .